# 鄭注
鄭 注（てい ちゅう、? - 835年）は、中国唐代の官僚。本姓は魚氏で、後に名門の滎陽鄭氏を称した。絳州翼城県の出身。

## 経歴
改姓していることでも判るように、生家は下賎の階層であった。多芸多才で陰険狡猾な性格をしており、人心を察するに敏であった。大和8年（834年）に、宦官の王守澄に見出されて、太僕卿となり、御史大夫を兼ねた。官に就くと、その権勢を笠に、私腹を肥やす事に励んだ。
文宗や李訓と謀って、宦官を一掃しようとして、鳳翔節度使となって、その兵力を用いて宦官を除こうとした。が、その約に先立って、李訓が挙兵したため、ことは失敗に終わり、鄭注も鳳翔で殺害された。

## 伝記資料
- 『旧唐書』巻169「鄭注伝」
- 『新唐書』巻179「鄭注伝」